# Markel Bergara
Markel Bergara Larrañaga, né le 5 mai 1986 à Elgoibar, est un ancien footballeur espagnol qui jouait comme milieu défensif.

## Palmarès

### Équipe nationale
- Espagne
  - Vainqueur du Championnat d'Europe des moins de 19 ans : 2004

### Clubs
- Real Sociedad
  - Vainqueur de la Liga Adelante : 2010

## Sources
- (en) Cet article est partiellement ou en totalité issu de l’article de Wikipédia en anglais intitulé « Markel Bergara » (voir la liste des auteurs).